# Bislett Games 2016
Bislett Games 2016 byl lehkoatletický mítink, který se konal 9. června 2016 v norském městě Oslo. Byl součástí série mítinků Diamantové ligy 2016.

## Výsledky
- Archiv výsledků zde [1]

### Muži
| Disciplína            | 1. místo                     | 2. místo                  | 3. místo                   |
| Běh na 100 m          | Andre De Grasse 10,07        | Michael Rodgers 10,09     | Dentarius Locke 10,12      |
| Běh na mili           | Asbel Kipruto Kiprop 3:51,48 | Elijah Manangoi 3:52,04   | Taoufik Makhloufi 3:52,24  |
| Běh na 5000 m         | Hagos Gebrhiwet 13:07,70     | Muktar Edris 13:08,11     | Yomif Kejelcha 13:08,34    |
| Běh na 400 m překážek | Yasmani Copello 48,79        | Javier Culson 48,99       | Michael Tinsley 49,02      |
| Skok o tyči           | Renaud Lavillenie 580 cm     | Shawnacy Barber 573 cm    | Paweł Wojciechowski 565 cm |
| Trojskok              | Alexis Copello 16,91 m       | Teddy Tamgho 16,80 m      | Max Hess 16,69 m           |
| Vrh koulí             | Joe Kovacs 22,01 m           | Konrad Bukowiecki 21,14 m | Tomasz Majewski 20,56 m    |
| Hod oštěpem           | Thomas Röhler 89,30 m        | Johannes Vetter 87,11 m   | Keshorn Walcott 86,35 m    |

### Ženy
| Disciplína             | 1. místo                      | 2. místo                                            | 3. místo                           |
| Běh na 200 m           | Dafne Schippersová 21,93      | Elaine Thompsonová 22,64                            | Ivet Lalovová 22,78                |
| Běh na 400 m           | Stephenie Ann McPherson 51,04 | Natasha Hastings 51,38                              | Novlene Williamsová-Millsová 51,66 |
| Běh na mili            | Faith Kipyegonová 4:18,60     | Laura Muirová 4:19,12                               | Meraf Bahtaová 4:25,26             |
| Běh na 100 m překážek  | Brianna Rollinsová 12,56      | Dawn Harperová 12,75                                | Jasmin Stowersová 12,89            |
| Běh na 3000 m překážek | Hyvin Jepkemoiová 9:09,57     | Sofia Assefaová 9:18,53                             | Etenesh Diro 9:19,40               |
| Skok vysoký            | Ruth Beitiaová 190 cm         | Tonje Angelsenová Michaela Hrubá Sofie Skoog 185 cm |                                    |
| Skok daleký            | Ivana Španovićová 6,94 m      | Christabel Nettey 6,68 m                            | Shara Proctorová 6,67 m            |
| Hod diskem             | Sandra Perkovićová 67,10 m    | Nadine Müllerová 63,09 m                            | Denia Caballerová 62,65 m          |